# Вал ди Форо (Кјети)
Вал ди Форо је насеље у Италији у округу Кјети, региону Абруцо.
Према процени из 2011. у насељу је живело 214 становника. Насеље се налази на надморској висини од 187 м.